# Heterorrhina punctatissima
Heterorrhina punctatissima är en skalbaggsart som beskrevs av John Obadiah Westwood 1842. Heterorrhina punctatissima ingår i släktet Heterorrhina och familjen Cetoniidae. Inga underarter finns listade i Catalogue of Life.